# St. Petersburg White Nights 2018
Die St. Petersburg White Nights 2018 im Badminton fanden vom 4. bis zum 8. Juli 2018 in Gattschina bei Sankt Petersburg statt.

## Sieger und Platzierte
| Disziplin    | Gold                          | Silber                                       | Bronze                            |
| ------------ | ----------------------------- | -------------------------------------------- | --------------------------------- |
| Herreneinzel | Pablo Abián                   | Ajay Jayaram                                 | Thomas Rouxel                     |
| Herreneinzel | Pablo Abián                   | Ajay Jayaram                                 | Sergey Sirant                     |
| Dameneinzel  | Deng Xuan                     | Yeo Jia Min                                  | Grace Chua                        |
| Dameneinzel  | Deng Xuan                     | Yeo Jia Min                                  | Qi Xuefei                         |
| Herrendoppel | Bjarne Geiss Jan Colin Völker | Daniel Hess Johannes Pistorius               | Vitaliy Durkin Nikolai Ukk        |
| Herrendoppel | Bjarne Geiss Jan Colin Völker | Daniel Hess Johannes Pistorius               | Tarun Kona Saurabh Sharma         |
| Damendoppel  | Akane Araki Riko Imai         | Asumi Kugo Megumi Yokoyama                   | Johanna Goliszewski Lara Käpplein |
| Damendoppel  | Akane Araki Riko Imai         | Asumi Kugo Megumi Yokoyama                   | Tsukiko Yasaki Erika Yokoyama     |
| Mixed        | Rodion Alimov Alina Davletova | Jason Wong Guang Liang Putri Sari Dewi Citra | Chen Jia Huo Ng Qi Xuan           |
| Mixed        | Rodion Alimov Alina Davletova | Jason Wong Guang Liang Putri Sari Dewi Citra | Iikka Heino Jenny Nyström         |